# معجزة مارسيلينو
معجزة مارسيلينو (بالإسبانية: Marcelino pan y vino)‏ هو فيلم عائلي، وفيلم دراما أُصدر في 1955. الفيلم من إخراج Ladislao Vajda ‏.

## القصة
تقع أحداث الفيلم في إسبانيا.

## طاقم التمثيل
- Pablito Calvo [الإنجليزية]‏
- Rafael Rivelles [الإنجليزية]‏
- José Nieto (actor) [الإنجليزية]‏
- فرناندو ري
- José Marco Davó [الإنجليزية]‏

## وصلات خارجية
- معجزة مارسيلينو على موقع IMDb (الإنجليزية)
- معجزة مارسيلينو على موقع نتفليكس (الإنجليزية)
- معجزة مارسيلينو على موقع ألو سيني (الفرنسية)
- معجزة مارسيلينو على موقع Turner Classic Movies (الإنجليزية)
- معجزة مارسيلينو على موقع أول موفي (الإنجليزية)
- معجزة مارسيلينو على موقع فيلمافينيتي (الإسبانية)
- معجزة مارسيلينو على موقع قاعدة بيانات الأفلام السويدية (السويدية)
- معجزة مارسيلينو على موقع قاعدة بيانات الفيلم (الإنجليزية)
- معجزة مارسيلينو على موقع ليتربوكسد (الإنجليزية)
- معجزة مارسيلينو على موقع كينوبويسك (الروسية)